# Opatija Tihany
Opatija Tihany je benediktinski samostan, ustanovljen leta 1055 v mestu Tihany v Ogrskem kraljestvu. Njegova zavetnika sta Devica Marija in sveti Anian Orleanski. Stoji na polotoku Tihany, ki deli Blatno jezero na dva dela.

## Ustanovitev in zgodovina
Ustanovitveno listino opatije Tihany je izdal kralj Andrej I. (vladal 1046–1060) leta 1055. Listina, napisana v latinščini, je najstarejši avtentični ohranjeni izvirnik zapisa madžarskega jezika, ki vsebuje okoli sto najstarejših madžarskih besed (pripon in končnic), največ posestnih in krajevnih imen. Listino so našli v arhivih Benediktinske nadopatije Pannonhalma. S tem dokumentom je kralj v skladu s takratnimi običaji določil grob svoje družine v varstvo, nego in skrb samostanu, ki ga je dal ustanoviti prav s tem namenom. Prvi opat samostana je bil Lazarus, katerega ime se pojavlja na ustanovni listini in je bil tudi eden od podpisnikov te listine. Kasneje je najverjetneje postal Veszprémski škof.
Srednjeveških podatkov o opatiji ni, iz tega časa se je ohranila le kraljeva družinska grobnica. Iz listine o ustanovitvi lahko zaključimo, da je prva samostanska cerkev, podobno kot sedanja, obstajala s cerkveno ladjo manjših dimenzij. Med turško okupacijo so samostan spremenili v trdnjavo, zato ne vemo ničesar o prvotni cerkvi, vse do zgraditve sedanje baročne stavbe. 
Kralj Andrej I. je bil pokopan v cerkvi samostana leta 1060. Njegov grob v kripti cerkve je edini do danes ohranjeni grob srednjeveškega madžarskega kralja.

## Opis
Samostanska cerkev sv. Marije in Anijana je bila med letoma 1740 in 1754 prezidana pod vodstvom opata Ágostona Lécsa namesto prejšnje romanske stavbe. Opremljena je v baročnem slogu. Glavni oltar prikazuje svetega Anijana. Baročne rezbarije na oltarju, prižnici in orglah so delo Sebastiana Stuhlhoffa in so med najlepšimi na Madžarskem. Stropne freske so leta 1898 naslikali Karl Lotz in drugi umetniki in prikazujejo vero, upanje in ljubezen.
Orgle je leta 1993 obnovil Aquincum Orgelbau z baročno dispozicijo, delno povzeto po orglah Silbermann v Großhartmannsdorfu. Prospekt je iz leta 1765.
Grob kralja Andreja I. in njegove družine si lahko ogleda v romanski kripti, edinem ohranjenem grobnem spomeniku srednjeveških kraljev na Madžarskem.
Dvojni stolp iz leta 1752 stoji na najvišji točki polotoka in je viden že od daleč.
V poletnih mesecih je v samostanu več razstav. Razstavo vedno sestavljajo notranji prostori cerkve. Ostala razstava se spreminja sezonsko.